# 纳林沟门站
纳林沟门站是位于内蒙古自治区达拉特旗纳林沟门的一个铁路车站，邮政编码14315。车站建于1998年，有包神铁路经过该站，现仅办理货运，不办理客运业务。车站距离包头东站73公里，隶属包神铁路公司，是四等站。